# César Manuel Pinto Cañón
César Manuel Pinto Cañón   (Madrid, 1966) és un advocat d'ofici espanyol.
César Pinto és conegut per les seves victòries històriques. En 2013, fou el primer advocat a aconseguir que el Tribunal Europeu de Drets Humans (TEDH) paralitzés un desallotjament. César Pinto era l'advocat d'ofici d'una dona i els seus dos fills que es trobaven d'una situació d'exclusió social que ocupaven de manera irregular un habitatge buit d'Institut de l'Habitatge de Madrid (IVIMA). Va presentar una demanda a un jutjat del contenciós administratiu que fou desestimada. César Pinto va recórrer al TEDH i va considerar el cas des del punt de vista de la vulneració de drets fonamentals, com un tracte «inhumà i degradant». Pocs dies després i hores abans d'executar el desallotjament, el TEDH va ordenar la seva suspensió de manera cautelar.
El febrer de 2021, César Pinto també va assentar precedent en la venda d'habitatges socials a un tercer. L'agost de 2013, el govern de la Comunitat de Madrid va anunciar la venda de 2.935 pisos protegits d'IVIMA al fons d'inversió estatunidenc Goldman Sachs per 201 milions d'euros. Els que vivien en aquests pisos, van veure com, en poc temps, havien de pagar molt més de lloguer a causa del fet que els pisos, en passar en mans privades, els inquilins perden l'empara de la Comunitat de Madrid, i amb ell la rebaixa del lloguer que els protegia com a famílies vulnerables. César Pinto va representar un d'aquests afectats, Rachid Bouikov. Pinto va impugnar el conveni de venda i el 26 de maig de 2018, un jutge li va donar la raó i va anul·lar la venda. Després d'una batalla judicial, a finals de 2019, el Tribunal Suprem va confirmar la nul·litat de la venda de 2.935 pisos públics i el febrer de 2021 la justícia va rebutjar el recurs que va presentar el govern regional liderat per la Isabel Díaz Ayuso.
El 30 d'abril de 2021, César Pinto va obtenir una altra victòria important, en aquest cas, va afectar la política de control migratori, en concret, pel que fa a l'expulsió de persones migrants. Com advocat d'ofici d'un ciutadà colombià que anava a ser expulsat, va presentar un recurs en contra de la seva expulsió. El Tribunal Suprem li va donar la raó i va sentenciar que no es poden multar als migrants en situació irregular ni tampoc expulsar-los, excepte en aquells casos en què concorrin «circumstàncies agreujants que posin de manifest i justifiquin la proporcionalitat de la mesura adoptada».